# Leval (Territorio de Belfort)
Leval es una comuna francesa situada en el departamento del Territorio de Belfort, de la región de Borgoña-Franco Condado. 
Los habitantes se llaman Levallois.

## Geografía
Está ubicada a 14 km al noreste de Belfort.

## Demografía
| 185 | 194 | 179 | 186 | 206 | 192 | 181 | 249 |
| Para los censos de 1962 a 1999 la población legal corresponde a la población sin duplicidades (Fuente: INSEE [Consultar]) |     |     |     |     |     |     |     |